# Ivo Neame

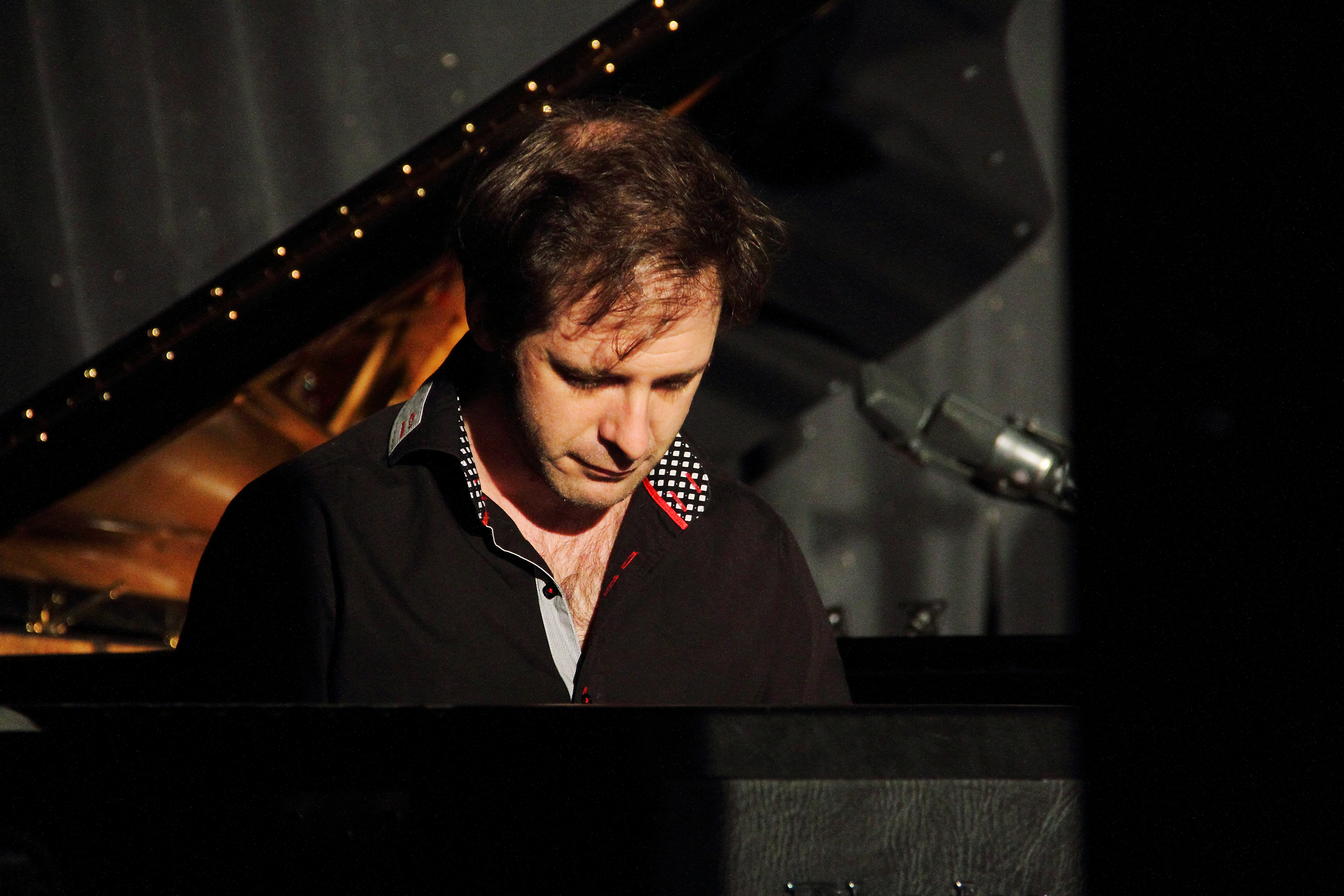
Mit der Never Band von Zhenya Strigalev auf dem INNtöne Jazzfestival 2017

Ivo Michael Beale Neame (* 13. März 1981 in Kent) ist ein britischer Jazzmusiker (Piano und Saxophon).

## Leben und Wirken
Neame stammt aus der englischen Brauereifamilie Shepherd Neame. Er studierte an der King’s School in Canterbury und anschließend (im selben Jahrgang wie der Pianist Gwilym Simcock) Jazz-Saxophon an der Royal Academy of Music in London. Seine Mentoren waren Martin Speake und Steve Buckley, außerdem der F-IRE Collective-Gründer Barack Schmool. Neame arbeitete seitdem u. a. mit Guy Barker, Julian Siegel, Stan Sulzmann, Matthew Herbert, Jim Mullen, Tim Garland und Heidi Vogel. Mit seinem Trio trat er bei zahlreichen Jazzfestivals und Clubs wie dem Ronnie Scott’s Jazz Club und dem Vortex Jazz Club auf. Seit 2009 gehört er dem Trio Phronesis an (mit Jasper Høiby und Anton Eger), mit dem er mehrere Alben vorlegte und auch mit der hr-Bigband auftrat.
Neames Debütalbum unter eigenem Namen Swirls and Eddies erschien 2007; mitwirkende Musiker waren Phil Donkin (Bass) und George Hart (Schlagzeug). Auf seinem zweiten Album Caught in the Light of Day (2009) spielten Jim Hart (Vibraphon), Jasper Høiby (Bass) und James Maddren (Schlagzeug) mit. 2010 war Neame an Jasper Hoibys Album Alive beteiligt, das 2010 von den Magazinen Jazzwize und Mojo als „Album des Jahres“ nominiert wurde. Er leitet ein eigenes Quartet; außerdem gehört er dem Londoner Loop Collective an. Mit dem Kairos 4tet, dem er seit 2008 angehört, erhielt er 2011 den MOBO Award für Jazzproduktionen. Er nahm mit der Formation Gemini und mit dem Andy Davies Quartett, Kaz Simmons, Dave Mannington sowie Brigitte Beraha auf.

## Diskographische Hinweise
Als Bandleader/Co-Laeder
- Ivo Neame Trio: Swirls and Eddies (Loop, 2007)
- Ivo Neame Quartet: Caught in the Light of Day (Edition Records, 2009)
- Ivo Neame Quartet: Yatra (Edition Records, 2012, mit Jon Shenoy, Tori Freestone, Jason Yarde, Shabaka Hutchings, Jim Hart, Jasper Høiby, Dave Hamblett)
- Ivo Neame Quartet: Moksha (Edition Records, 2018, mit George Crowley, Tom Farmer, James Maddren)
- Jim Hart & Ivo Neame: Multiverse (Edition Records, 2020), mit Matt Calvert

- Glimpses Of Truth (Whirlwind Recordings, 2021) mit Nathaniel Facey, Jason Yarde, Tom Farmer, James Maddren, Gareth Lockrane, Jon Scott
- Live At Turner Sims (Whirlwind Recordings, 2023) Live Solo Pianokonzert in Southampton, UK

- Ivo Neame Quartet: Zettalogue (Ubuntu Music, 2024) mit Tom Farmer, James Maddren, George Crowley

Als Sideman
- Kaz Simmons: Different Smile  (Fast Awake, 2007)
- Andy Davies Quartet: Getting Giggy (Rhythm and Muse Records, 2007)
- Kairos 4tet: Statement of Intent  (Edition Records, 2011)
- Ant Law: Zero Sum World (Whirlwind, 2015)
- Kairos 4tet: The Body Keeps the Score (2020), mit Emilia Martensson